# Krok do sławy
Krok do sławy (ang. Stomp the Yard) – amerykański film z 2007 roku.
Film kręcono w Atlancie w stanie Georgia (USA). DJ (Columbus Short) jest świadkiem tragicznej śmierci swojego brata. DJ przeprowadza się z Los Angeles do Atlanty do wujka i ciotki. Tam rozpoczyna studia na Uniwersytecie. Zakochuje się w April (Meagan Good) i odbija ją swojemu najgorszemu wrogowi Grantowi (Darrin Dewitt Henson). Dostaje się do bractwa, któremu pomaga wygrać mistrzostwa taneczne.

## Obsada
- Columbus Short – DJ
- Meagan Good – April
- Ne-Yo – Rich Brown
- Darrin Dewitt Henson – Grant
- Brian J. White – Sylvester
- Laz Alonso – Zeke
- Valarie Pettiford – Jackie
- Jermaine Williams – Noel
- Allan Louis – Dr. Palmer
- Harry J. Lennix – Nate
- Chris Brown – Duron
- Oliver Ryan Best – Easy
- Richmond Duain Martyn – Mark
- Justin Hires – Byron
- Michael Ngaujah – Harold
- Roderick Thomas – Paul
- Christopher Toler – Theta #1
- Pedro Coiscou – Bambino / Theta 2
- April Clark – Maya
- Sean Riggs – Mu Gamma #1
- Debra Nelson – Asystentka
- Tony Vaughn – Dr. Wilson
- DJ Drama – on sam
- Roxzane T. Mims – Sekretarka
- Ayesha Ngaujah – Dziewczyna w rzędzie
- Khalid Freeman – Tancerz / Artysta
- Gordie Bernard Holt – Mu Gamma
- Jonathan 'Legacy' Perez – Tancerz
- Ivan 'Flipz' Velez – Tancerz

## Utwory
1. "Go Hard or Go Home" – E-40 wraz z The Federation
2. "Vans" – The Pack
3. "Poppin'" – Chris Brown
4. "Sign Me Up" – Ne-Yo
5. "The Champ" – Ghostface Killah
6. "Walk It Out" – Unk
7. "Pop, Lock, and Drop It" – Huey
8. "The Deepest Hood" – Al Kapone
9. "Come On" – Bonecrusher wraz z Onslaught
10. "Supermixx's Black In The Building" – Public Enemy
11. "Storm" – Cut Chemist featuring Mr. Lif i Edan
12. "In the Music" – The Roots wraz z Malik B i Porn
13. "Ain't Nothing Wrong with That" – Robert Randolph & The Family Band
14. "Bounce Wit Me" – R.E.D. 44
15. "Let’s Go" – Trick Daddy wraz z Twista i Lil Jon
16. "TTBz Anthem" – J-Squad